# Guillaume Grandidier

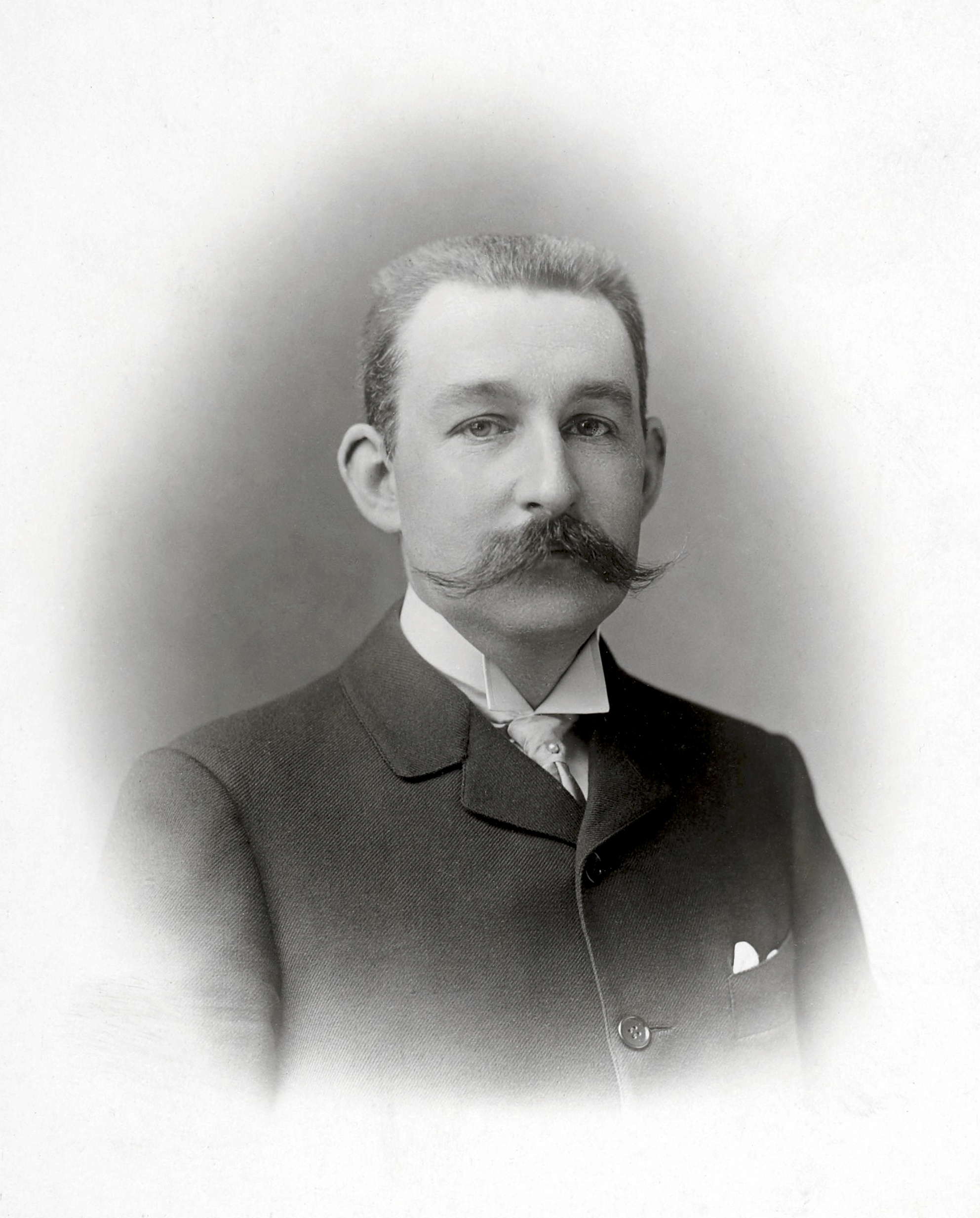
Porträt von Guillaume Grandidier (1904)

Guillaume Grandidier (* 1. Juli 1873 in Paris; † 19. September 1957 ebenda) war ein französischer Naturforscher, Geograph, Ethnologe, Paläontologe und Bibliograf, der die Insel Madagaskar erforschte.

## Leben
Grandidier war der Sohn von Alfred Grandidier, einem wohlhabenden Industriellen und Zoologie-Professor am Muséum national d’histoire naturelle in Paris und seinerseits ein renommierter Madagaskar-Forscher. Ernest Grandidier, ein Industrieller, Naturforscher und Kunstsammler, war sein Onkel. Grandidiers wissenschaftliche Studien ermöglichten es ihm, gleichzeitig die Aufnahmeprüfungen für drei Elitehochschulen zu bestehen: die Écoles des Mines, die École nationale des ponts et chaussées und die École polytechnique. Er ging für kurze Zeit auf die École des Mines, bevor er an die Sorbonne wechselte, wo er eine Licence der Naturwissenschaften erlangte. 

### Reisen 1898–1899
1898 und 1899 bereiste er im Auftrag des Ministeriums für öffentliche Bildung zum ersten Mal Madagaskar. Er besuchte die Sakalava im Westen und reiste von Majunga bis in die Provinz Tuléar, weiter über Isalo und die Provinz Fianarantsoa nach Tananarive, wo er vom Marinearzt Pierre Louis Besson (1855–1941) begleitet wurde, bis ins Tanala-Land. In Belo und Ankevo, in der Region des Tsiribihina, führte er paläontologische Ausgrabungen durch. Auf einer separaten Reise erkundete er die Ostküste von Vatomandry bis Diégo-Suarez. Er erforschte den Unterlauf des Onilahy und untersuchte die Sümpfe von Ambolisatra, wo er reiche subfossile Vorkommen ausgestorbener Tiere vorfand, darunter Lemuren und Elefantenvögel. Ferner sammelte er Pflanzen, Krustentiere, Insekten und Vögel. Unterwegs studierte er die Spuren der früheren arabischen Besetzung, den großen Friedhof von Vohémar, den von Sahambavany und die Ruinen von Manakara. In diesen Regionen blühte die Rasikaÿjy-Zivilisation, die erst etwa 30 Jahre später zum Gegenstand erster systematischer Forschungen werden sollte. Grandidier kehrte daraufhin mit einer umfangreichen Dokumentation nach Frankreich zurück. Zu den zoologischen und paläontologischen Exemplaren kamen sehr viele ethnologische Objekte, eine Vielzahl von Beobachtungen zur Geographie, zu Sitten und Gebräuchen, zahlreiche Seiten zur Geschichte Madagaskars und Manuskripte über Einheimische hinzu. Im Jahr 1900 organisierte er den Pavillon de Madagascar auf der Exposition Universelle in Paris. 

### Reisen 1901–1902
Auf seiner zweiten Expedition nach Madagaskar von 1901 bis 1902 gelang Grandidier die Durchquerung des äußersten Südens der Insel von Fort-Dauphin bis Tuléar. Hierbei erhielt er logistische und militärische Unterstützung von Marschall Hubert Lyautey und von General Joseph Gallieni, die sich für seine Arbeit interessierten, sowie von einer Eskorte senegalesischer Soldaten.
Anfang Juni 1901 befand sich Grandidier in Fianarantsoa, das er am 5. Juni 1901 verließ, um nach Fort-Dauphin zu reisen. Am 6. Juli brach er in Begleitung von Lyautey, der mit ihm bis in den Distrikt Tsiombé reiste, von der alten Stadt Tolagnaro aus in Richtung Westen auf. Auf dieser Exkursion erreichte er als erster Europäer auf dem Landweg das Kap Sainte-Marie. Dann durchquerte er die wasserärmste Region von ganz Madagaskar, das öde Kalkstein- und Sandplateau von Androy. Er überquerte den ausgetrockneten Menarandra, erreichte die östliche Grenze des Mahafaly-Territoriums, knüpfte Beziehungen zu König Tsiampondy, erreichte Ejeda und schließlich Tulear, wo er nicht nur Lyautey, sondern auch Gallieni traf, der sich auf einer Tournee befand. Es folgten die Erkundung und topografische Erfassung des Salzsees Tsimanampetsotsa, eines 15 km langen, von Dünen umgebenen Wasserstreifens, weitere paläontologische Untersuchungen in Ambolisatra und Lamboharana sowie die Rückkehr nach Fort-Dauphin auf einer nördlicheren Route, die von einer Reihe von Militärposten gesäumt war. Grandidier verließ schließlich Madagaskar, aber bevor er nach Frankreich zurückkehrte, bereiste er noch das östliche und südliche Afrika, von Sansibar über Nyassaland bis nach Durban in Südafrika. Der Erfolg seiner Erkundungen führte dazu, dass er zwei Jahre später, 1904, dazu bestimmt wurde, den Minister für öffentliche Bildung beim VIII. Internationalen Geographiekongress in Nordamerika zu vertreten, wobei er die Gelegenheit nutzte, Colorado, Kalifornien und Mexiko zu besuchen. Den Rest seines Lebens widmete Grandidier der Dokumentation des enormen Reichtums an geographischen, zoologischen, ethnographischen und historischen Informationen über Madagaskar, den er und sein Vater zusammengetragen hatten.

## Veröffentlichungen
1905 erwarb Grandidier für seine Studie Recherches sur les Lemuriens disparus et en particulier sur ceux qui vivaient à Madagascar, die in den Archives du Museum d’Histoire naturelle de Paris erschien, den akademischen Grad eines Doctor ès sciences. Danach beschrieb er vor allem im Bulletin du Museum zahlreiche Kleinsäuger und Nagetiere, darunter Cryptogale australis, Geogale aurita orientalis, Microgale decaryi, Microgale drouhardi, Microgale parvula, Microgale prolixacaudata, Paramicrogale occidentalis, Dasogale fontoynonti, Nesomys lambertoni, Cheiromys madagascariensis laniger, Rousettus madagascariensis, Nycteris madagascariensis und Triaenops aurita. Er beschrieb auch die Malegassenkielralle (Zapornia olivieri) und die Halbwüsten-Stelzenralle (Monias benschi).
In Zusammenarbeit mit Léon Vaillant schrieb er im Jahr 1910 über Krokodile und Schildkröten in der Reihe Histoire physique, naturelle et politique de Madagascar, die von seinem Vater begründet wurde und von der zwischen 1875 und 1942 40 Bände erschienen sind. An diesem Werk war neben Vaillant auch Alphonse Milne-Edwards beteiligt. 1932 veröffentlichte er mit Gabriel Petit das reich illustrierte Werk Zoologie de Madagascar, das eine Zusammenfassung der damaligen Kenntnisse über die Wirbeltier- und Wirbellosenfauna der Insel darstellt. Unter Grandidiers Leitung wurde 1934 der Atlas des Colonies Françaises, Protectorats et Territoires sous Mandat de la France, kurz Atlas Grandidier genannt, veröffentlicht. 
Auch die Geschichte Madagaskars nahm einen bedeutenden Teil seiner Tätigkeit ein. In Zusammenarbeit mit seinem Vater und Henri Froidevaux veröffentlichte er von 1903 bis 1920 die Collection des ouvrages anciens concernant Madagascar, die in neun Bänden alle französischen und ausländischen Texte (diese in Übersetzung) zur Geschichte der Madagassen und der europäischen Besuche auf der Insel bis zum Ende des 18. Jahrhunderts enthält.
1924 und 1931 erschienen zwei Werke zur neueren französisch-madagassischen Geschichte, das eine mit dem Titel Le Myre de Vilers, Duchesne, Gallieni; quarante années de l’histoire de Madagascar und das andere mit dem Titel Gallieni. 1952 und 1956 wurden die ersten beiden Bände des Werkes Histoire politique et coloniale de Madagascar veröffentlicht, die sich mit Königin Ranavalona I. und der Geschichte der Merina befassen. 1958 erschien posthum der dritte Band Histoire des populations autres que les Merina. Fascicule 1, Betsileo, Betsimisaraka, Antanosy, Sihanaka, Tsimihety, Bezanozano, Antanala, Antankarana, Bara, Mahafaly, Antandroy, der von Raymond Decary fertig gestellt wurde und sich den anderen Ethnien als den Merina widmete.
Als fruchtbarste Arbeit von Grandidier auf geisteswissenschaftlichen Gebiet gilt die Ethnographie de Madagascar, die in vier Bänden erschien. Die ersten beiden von 1908 und 1914 waren das gemeinsame Werk von Vater und Sohn; für die letzten beiden, die 1917 und 1928 veröffentlicht wurden, war Guillaume Grandidier in eigener Regie verantwortlich. Das Werk untersucht nacheinander die ethnische Gliederung der Madagassen, ihre physischen und moralischen Charaktere, ihr materielles Leben, ihren Glauben und ihr religiöses Leben, ihr Wirtschaftsleben, das Handwerk, den Handel und die Industrie sowie die Medizin. 
Die Veröffentlichung der Bibliographie de Madagascar in vier Bänden bildet den Abschluss dieses Werkes. Der letzte Band, der den Jahren 1934 bis 1954 gewidmet ist, wurde posthum im Jahr 1957 veröffentlicht. Insgesamt verzeichnen diese vier Bücher mehr als 23.000 Titel.

## Mitgliedschaften
1909 war Grandidier Korrespondent am Muséum national d’histoire naturelle. Von 1918 bis 1939 war er Generalsekretär der Société de Géographie und Redaktionsleiter der Zeitschrift La Géographie, die später den Titel Terre, Air, Mer erhielt. Im Jahr 1919 wurde er Mitglied – und 1950 Vorsitzender – der Sektion Geografie des Comité des travaux historiques et scientifiques. 1940 wurde er zum lebenslänglichen Sekretär der Académie des Sciences Coloniales (seit 1957 Académie des Sciences d’Outre-Mer) ernannt, deren ordentliches Mitglied er seit ihrer Gründung im Jahr 1922 war. 1954 zwangen ihn gesundheitliche Gründe, das Amt niederzulegen. 1956 wurde er ordentliches Mitglied des Bureau des Longitudes. Im Jahr 1955 wurde ihm die Auszeichnung eines Kommandeurs der Ehrenlegion zuteil.

## Dedikationsnamen
1904 wurde Grandidier zu Ehren die auf Madagaskar endemische Schlangenart Liopholidophis grandidieri vom französischen Herpetologen François Mocquard erstbeschrieben. Der Zoologe W. Christopher Wozencraft benannte 1986 den Großen Breitstreifenmungo (Galidictis grandidieri) und 1922 benannte der Kartograf Raymond Rallier du Baty den Mont Guillaume Grandidier auf den Kerguelen nach ihm.